# Skinners luftkasteller
Skinners luftkasteller er en amerikansk stumfilm fra 1917 af Harry Beaumont.

## Medvirkende
- Bryant Washburn som William Manning Skinner
- Hazel Daly som Honey
- James C. Carroll som McLaughlin
- Ullrich Haupt som Perkins
- Marian Skinner som Mrs. McLaughlin